# Terast mis hangund me hinge 10218
Albums de Metsatöll
Hiiekoda
(2004) Sutekskäija
(2006)
Singles
1. Oma laulu ei leia ma üles
Sortie : 2005

Terast mis hangund me hinge 10218 (français : Acier gelé dans nos âmes 2005) est un ré-enregistrement de la première démo du groupe de Folk metal estonien Metsatöll, sorti en 2005. Le nom ne change quasiment pas, avec uniquement l'ajout de l'année du ré-enregistrement selon le calendrier estonien. Ce ré-enregistrement est effectué par les nouveaux membres du groupe (seul le chanteur guitariste Markus Rabapagan Teeäär aura joué sur les deux versions) qui en profitent pour y ajouter un dixième morceau inédit : Oma laulu ei leia ma üles (français : Ma chanson que je ne peux trouver). Par rapport à la démo, le son est ici bien plus propre, les moyens étant bien meilleurs.

## Liste des titres
| Disque | Disque                      | Disque                                                 | Disque                                                        | Disque | Disque | Disque | Disque | Disque | Disque |
| No     | Titre                       | Paroles                                                | Musique                                                       | Durée  |        |        |        |        |        |
| ------ | --------------------------- | ------------------------------------------------------ | ------------------------------------------------------------- | ------ | ------ | ------ | ------ | ------ | ------ |
| 1.     | Sissejuhatus                |                                                        | Markus Rabapagan Teeäär                                       | 1:48   |        |        |        |        |        |
| 2.     | Veresulased                 | Markus Rabapagan Teeäär                                | Markus Rabapagan Teeäär                                       | 6:13   |        |        |        |        |        |
| 3.     | Hundiraev                   | Markus Rabapagan Teeäär                                | Markus Rabapagan Teeäär, Andrus Tins                          | 6:07   |        |        |        |        |        |
| 4.     | Terasetuli                  | Markus Rabapagan Teeäär                                | Markus Rabapagan Teeäär                                       | 4:38   |        |        |        |        |        |
| 5.     | Mõõk                        | Markus Rabapagan Teeäär                                | Markus Rabapagan Teeäär, Andrus Tins                          | 4:00   |        |        |        |        |        |
| 6.     | Terast mis hangund me hinge | Markus Rabapagan Teeäär, Friedrich Reinhold Kreutzwald | Markus Rabapagan Teeäär, Andrus Tins                          | 4:53   |        |        |        |        |        |
| 7.     | Metsaviha 1                 | Markus Rabapagan Teeäär                                | Markus Rabapagan Teeäär, Andrus Tins                          | 3:40   |        |        |        |        |        |
| 8.     | Metsaviha 2                 | Markus Rabapagan Teeäär                                | Markus Rabapagan Teeäär, Andrus Tins, Silver Factor Rattasepp | 5:06   |        |        |        |        |        |
| 9.     | Põhjatuulte pojad ja tütred | Markus Rabapagan Teeäär                                | Markus Rabapagan Teeäär, Andrus Tins                          | 7:47   |        |        |        |        |        |
| 10.    | Oma laulu ei leia ma üles   | Leelo Tungal                                           | Valter Ojakäär                                                | 3:52   |        |        |        |        |        |
| 48:04  |                             |                                                        |                                                               |        |        |        |        |        |        |